# Nixon (Nevada)
Nixon és una concentració de població designada pel cens dels Estats Units a l'estat de Nevada. Segons el cens del 2000 tenia 418 habitants.

## Demografia
Segons el cens del 2000, Nixon tenia 418 habitants, 132 habitatges, i 104 famílies La densitat de població era de 25,56 habitants per km².
Dels 132 habitatges en un 49,2% hi vivien nens de menys de 18 anys, en un 37,1% hi vivien parelles casades, en un 34,8% dones solteres, i en un 21,2% no eren unitats familiars. En el 17,4% dels habitatges hi vivien persones soles el 5,3% de les quals corresponia a persones de 65 anys o més que vivien soles. El nombre mitjà de persones vivint en cada habitatge era de 3,17 i el nombre mitjà de persones que vivien en cada família era de 3,59.
Per edats la població es repartia de la següent manera: un 38,5% tenia menys de 18 anys, un 9,7% entre 18 i 24, un 28,5% entre 25 i 44, un 13,7% de 45 a 64 i un 9,6% 65 anys o més.
L'edat mediana era de 25,9 anys. Per cada 100 dones hi havia 95,33 homes. Per cada 100 dones de 18 o més anys hi havia 74,83 homes.
La renda mediana per habitatge era de 25.417 $ i la renda mediana per família de 28.906 $. Els homes tenien una renda mediana de 26.250 $ mentre que les dones 22.250 $. La renda per capita de la població era de 9.926 $. Aproximadament el 22,3% de les famílies i el 26,3% de la població estaven per davall del llindar de pobresa.

## Poblacions més properes
El següent diagrama mostra les poblacions més properes.